# 布朗常数
1919年，挪威数学家瑋哥·布朗（Viggo Brun）证明了所有孪生素数的倒数之和收敛于一个数学常数，称为布朗常数（Brun's constant），记为B2 （OEIS數列A065421）。他的證明也對篩法的發展造成歷史性的影響，而這是因為他為了證明此定理而開發了布朗篩法這種篩法並進而影響質數研究之故。

## 數學描述
B2 （OEIS數列A065421）的形式如下：
{\displaystyle B_{2}=\left({\frac {1}{3}}+{\frac {1}{5}}\right)+\left({\frac {1}{5}}+{\frac {1}{7}}\right)+\left({\frac {1}{11}}+{\frac {1}{13}}\right)+\left({\frac {1}{17}}+{\frac {1}{19}}\right)+\left({\frac {1}{29}}+{\frac {1}{31}}\right)+\cdots }
以上收斂的結論，稱為布朗定理。而所有素数的倒数之和则是发散的。假如以上的级数发散，则立刻就可以证明孪生素数猜想。但由于它收敛，就不知道是否有无穷多个孪生素数（若孪生素数之平方根的倒數和發散，則亦可知其為無限多）。类似地，如果证明了布朗常数是无理数，也立刻就可以证明孪生素数猜想。但如果它是有理数，则仍然无法知道孪生素数是不是无限的。
目前已知1.9 < B2，但不知道是否能大于2。  

## 數值估計
這數列收斂極慢，Thomas Nicely指出，即使在最初的十億項彼此相加後，其相對誤差值依舊超過5%。
Thomas R. Nicely把孪生素数算到1014，估计布朗常数大约为1.902160578，Nicely在這過程中也發現了奔騰浮點除錯誤；之後Nicely在2010年1月18日將估計延展到大小約為1.6×1015的孿生質數上，但這還不是截至目前為止最大的計算。
目前最精确的估计是Pascal Sebah和Patrick Demichel在2002年发现的，他们把孪生素数算到了1016：
B2 ≈ 1.902160583104.
截至目前為止，對於布朗常數的估計如下：
| 年分 | B2             | 小於#的孿生質數數量 | 發現者          |
| ---- | -------------- | ------------------- | --------------- |
| 1976 | 1.902160540    | 1 × 1011            | Brent           |
| 1996 | 1.902160578    | 1 × 1014            | Nicely          |
| 2002 | 1.902160583104 | 1 × 1016            | Sebah及Demichel |

最後一項是根據小於{\displaystyle 10^{16}}的孿生質數和1.830484424658...的外推而來。Dominic Klyve在一篇未發表的論文證明說在廣義黎曼猜想成立的狀況下，B2 < 2.1754；而在不假定任何條件的狀況下，B2 < 2.347。
除此以外，还有一个四胞胎素数的布朗常数，它是所有的四胞胎素数的倒数之和，记为B4：
{\displaystyle B_{4}=\left({\frac {1}{5}}+{\frac {1}{7}}+{\frac {1}{11}}+{\frac {1}{13}}\right)+\left({\frac {1}{11}}+{\frac {1}{13}}+{\frac {1}{17}}+{\frac {1}{19}}\right)+\left({\frac {1}{101}}+{\frac {1}{103}}+{\frac {1}{107}}+{\frac {1}{109}}\right)+\cdots }
它的值为
B4 =0.87058 83800 ± 0.00000 00005。根據Nicely的說法，其誤差範圍的置信區間為99%。
這常數不該跟也記做B4、對於形如{\displaystyle (p,p+4)}的質數對倒數和的表兄弟質數的布朗常數搞混，倭爾夫（Wolf）估計說形如{\displaystyle (p,p+n)}的質數對的倒數和大約為{\displaystyle {\frac {4}{n}}}。

## 延伸結果
設{\displaystyle C_{2}=0.6601\ldots }（OEIS數列A005597）為孿生質數常數，則有猜想認為
{\displaystyle \pi _{2}(x)\sim 2C_{2}{\frac {x}{(\log x)^{2}}}.}
特別地，對於任意充分大的{\displaystyle x0}以及任意的{\displaystyle \varepsilon >0}，有
{\displaystyle \pi _{2}(x)<(2C_{2}+\varepsilon ){\frac {x}{(\log x)^{2}}}}
對於特殊情況，目前已有證明；在近期，Jie Wu正明說對於任意充分大的{\displaystyle x0}而言，有
{\displaystyle \pi _{2}(x)<4.5\,{\frac {x}{(\log x)^{2}}}}
其中4.5的部分相當於上述的{\displaystyle \varepsilon \approx 3.18}。

## 數學之外
Thomas Nicely在研究布朗常數時曾使用包括66 MHz Intel Pentium處理器的電腦對布朗常數進行計算，但用包括66 MHz Intel Pentium處理器的電腦處理長除法時一直出錯 。他用一個數字去除以824,633,702,441時，答案一直是錯誤的，而這使得奔騰浮點除錯誤受到揭發，進而造成Intel的公關災難，並導致英特爾在1994年受到4.75億美元的損失。
另外Google曾使用三個數學常數作為交易金額，而其中一個常數是布朗常數。Google曾在北電網路的專利交易中出價1,902,160,540美元，而1.9021605...是布朗常數的約略值。